# Принц Ата
Принц Ата (Вилиами Унуаки-о-Тонга Мумуи Лалака-Мо-э-Эики Тукуахо; тонг. Viliami 'Unaki-'o-'Tong Lalaka moe 'Eiki Tuku'aho, родился 27 апреля 1988 года в Нукуалофа) является членом королевской семьи Тонга, младший сын короля Тонга Тупоу VI.

## Биография
Принц Ата сын короля Тупоу VI  и Королевы-Консорт Нанасипауу Тукуахо. У него есть брат: Его королевское высочество наследный принц Сиаоси Тупоутоа и сестра Принцесса Ангелика Латуфуипека Тукуахо. Он является 4-тым в линии наследования Тонганского трона. Не женат.
Школьное образование он получил в Canberra Grammar School, в столице Австралии городе Канберра. В 2015 году, принц Ата стал членом Церкви Иисуса Христа святых последних дней (Церкви Мормонов).

## Титулы и награды

### Титулы
- 27 апреля 1988 – настоящее время: его Королевское Высочество Принц Ата Тонга.[4]

### Награды
Национальные Награды
- : Рыцарский Большой Крест с Воротником Королевского Ордена Пуоно (KGCCP)[5]
- : Рыцарь большого Креста Ордена короны Тонги (KGCCT)[6][7]
- : Рыцарь большого Креста с цепью Ордена королевы Салоте Тупоу III (KGCCQS)[6]
- : Коронационная медаль Короля Тупоу VI
- : Коронационная медаль Короля Георга Тупоу V